# Chrysolina kungeyana
Chrysolina kungeyana es un coleóptero de la familia Chrysomelidae.
Fue descrita científicamente en 2004 por Bourdonne.